# Euchromius cambridgei
Euchromius cambridgei là một loài bướm đêm trong họ Crambidae.